# 竞速

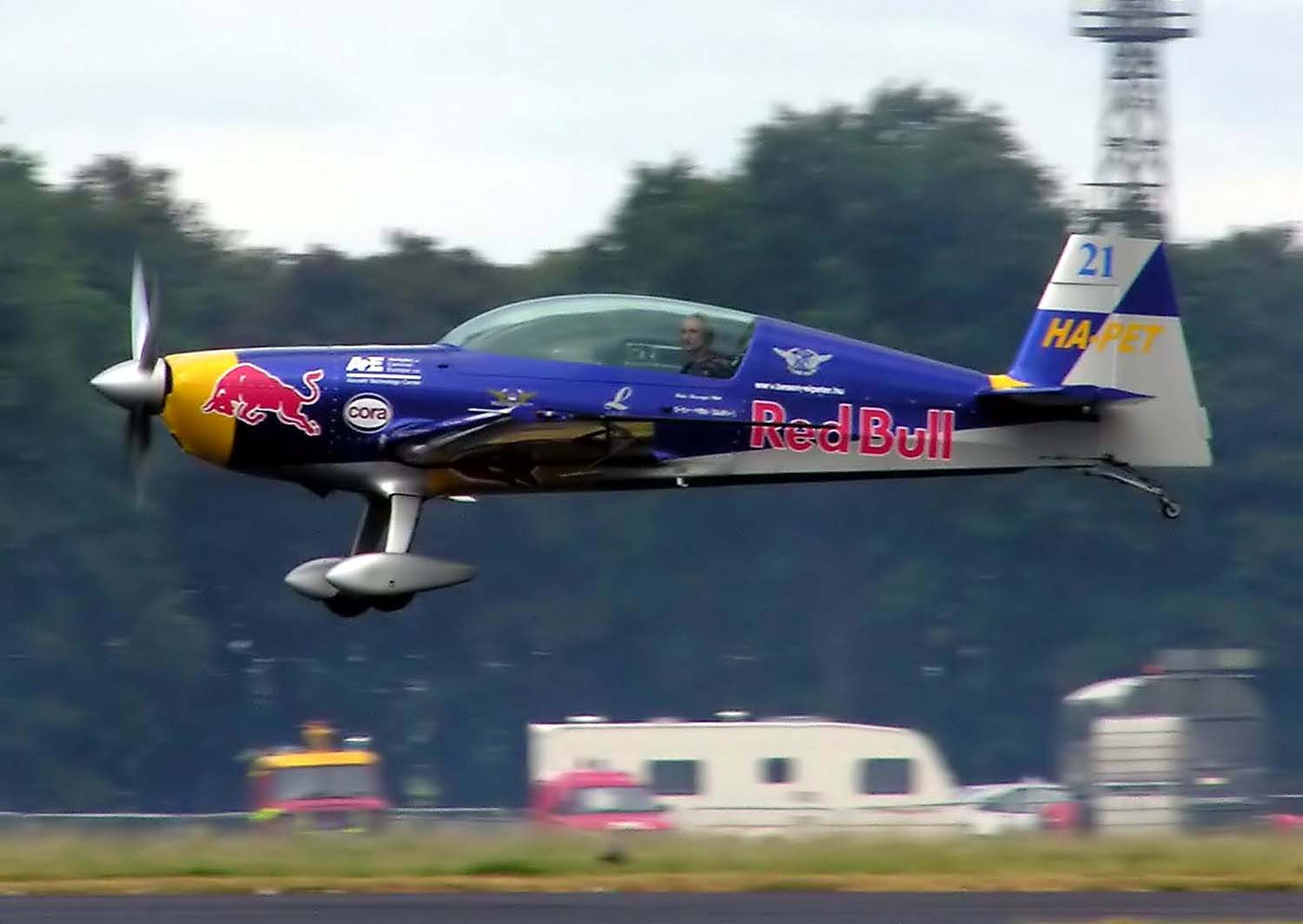
飞行竞速：在英格兰的某项飞行赛事中，匈牙利特技飞行员彼得贝森耶驾驶着飞机以接近每小时300公里时速飞行。

竞速是指速度上的竞赛，都有一个评判标准，例如完成某项任务所用的时间或者在规定的时间内对某项任务的完成程度。运动员会在比赛中尝试用比对手更少的时间来完成指定的任务。任务可以是穿越某一段距离，然后测算出每个运动员完成这一段距离所用的时间。一般情况下，谁用的时间更短，谁就是赢家。总而言之，只有涉及到比较速度快慢的比赛才可以称之为竞速。
竞速比赛可以是不间断的从起点跑向终点。也可以分为几个不同的阶段，例如分为预赛、正赛和决赛。一些竞速比赛是所有运动员一起做某个任务，根据完成该任务的顺序来判定名次。还有一些竞速比赛则是分开进行，通过使用秒表测算每个运动员完成该任务的时间，再根据该时间来判定名次。
古希腊人曾在一个瓷器上描绘了一名男子在跑步比赛中获得了第一名。这是迄今为止人类发现的最早对竞速比赛的记录。

## 竞速比赛的形式

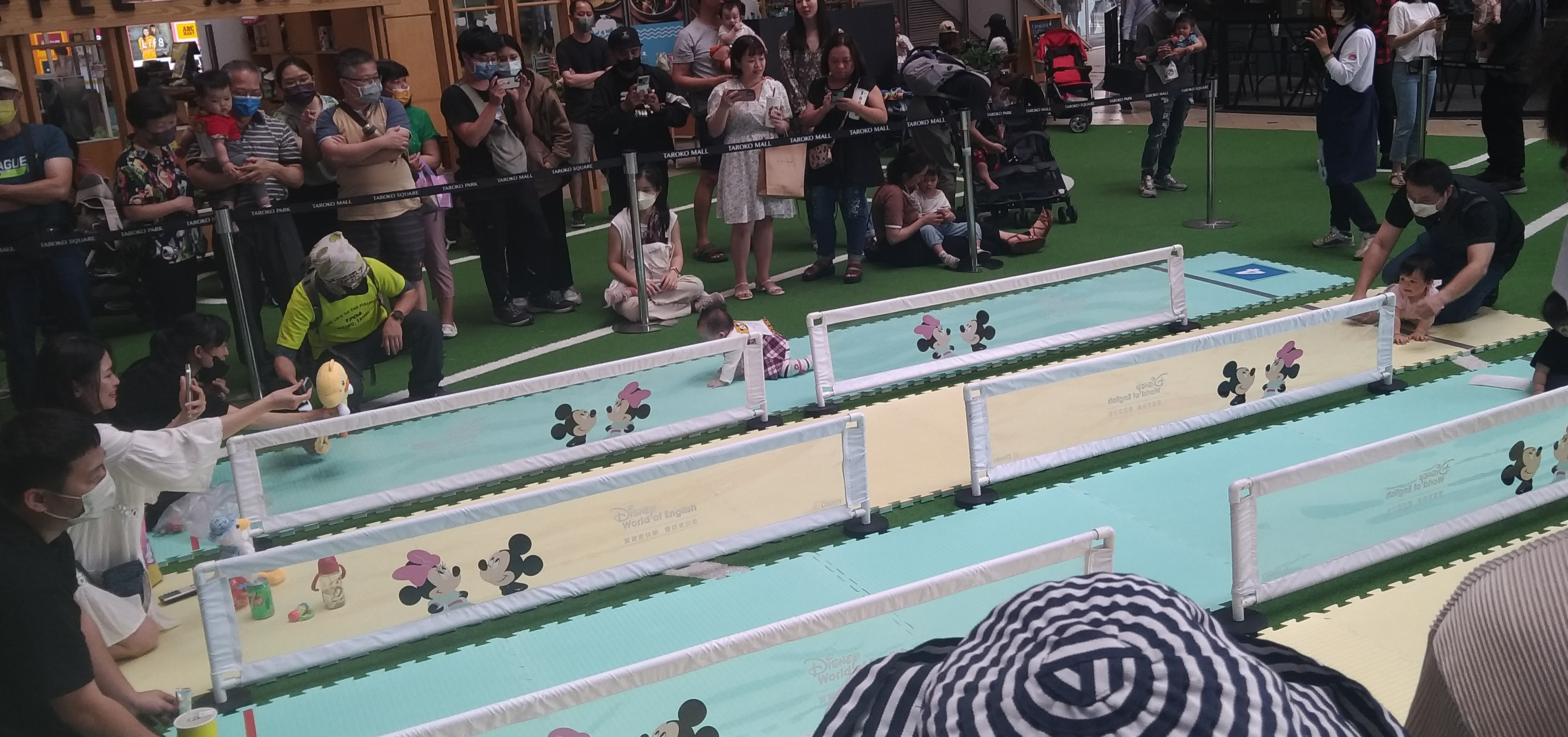
寶寶爬行比賽，攝於2023年台灣

跑步是最基本的竞速形式，除此之外，人类还可以借助代步工具来竞速，例如赛车、赛船、自行车运动、轮滑鞋运动、残疾人的轮椅运动，以及比赛开飞机的速度。也可以是动物的奔跑速度，例如赛马，有些国家和地区还盛行赛狗、赛乌龟等竞速比赛。
在一些团队接力赛中，会有几名团队成员共同完成比赛，也可以是轮流完成比赛或者接力完成比赛。例如400米接力赛跑、1600米接力赛跑等。
除了像跑步这样完成距离的竞速比赛外，竞速比赛的任务也可以是在规定时间内，尽可能多的吃掉某种食物。比较著名的就是为纪念美国独立日的吃热狗大赛。参加该比赛的选手要在规定时间内尽可能多的吃掉热狗，谁吃掉的热狗数最多，谁就是冠军。除此之外，还有许多关于吃的竞速比赛，例如吃香肠大赛、吃面包大赛、吃辣椒大赛等等。

## 词源
英文中的race一词则来源于日耳曼语族的一个分支古诺尔斯语，该词是在诺曼底登陆期间传入法国，后来才演化成为英文单词。